# Tetrathemis ruwensoriensis
Tetrathemis ruwensoriensis – gatunek ważki z rodziny ważkowatych (Libellulidae).